# こいのうた (戸松遥の曲)
「こいのうた」は、戸松遥の4作目のシングル。2009年5月13日にミュージックレインから発売された。

## 概要
通常盤と初回生産限定盤の2種類の仕様で発売され、初回生産限定盤にはミュージッククリップとTV Spotを収録したDVDが同梱されている。初回生産限定盤には、『神曲奏界ポリフォニカ クリムゾンS』のワイドキャップステッカー、本人絵柄のカードtype-Aが封入される。通常盤の初回限定仕様は、デジパック仕様で、本人絵柄のカードtype-Bが封入される。

## 収録曲

### CD
1. こいのうた [4:37]
作詞・作曲：荒巻修久、編曲：齋藤真也
  - テレビアニメ『神曲奏界ポリフォニカ クリムゾンS』エンディングテーマ
2. Re：Motion [3:17]
作詞：荒巻修久、作曲・編曲：齋藤真也
3. こいのうた （Instrumental）

### DVD（初回生産限定盤のみ）
1. こいのうた (Music Clip)
2. TV Spot 15sec+30sec

## 収録作品

### アルバム
| 発売日        | アルバムタイトル                  | 備考                      |
| こいのうた    | こいのうた                        | こいのうた                |
| ------------- | --------------------------------- | ------------------------- |
| 2010年2月24日 | Rainbow Road                      | 1作目のオリジナルアルバム |
| 2016年6月15日 | 戸松遥 BEST SELECTION -starlight- | 戸松遥のベストアルバム    |

### Blu-ray Disc / DVD
| 発売日        | BD/DVD タイトル                                | 備考                        |
| こいのうた    | こいのうた                                     | こいのうた                  |
| ------------- | ---------------------------------------------- | --------------------------- |
| 2012年2月22日 | 戸松遥 first live tour 2011「オレンジ☆ロード」 | 戸松遥1作目のライブ映像作品 |
| Re：Motion    |                                                |                             |
| 2012年2月22日 | 戸松遥 first live tour 2011「オレンジ☆ロード」 | 戸松遥1作目のライブ映像作品 |